# Калинкин, Александр Степанович
Александр Степанович Кали́нкин (род. 13 июля, 1946, Москва) — мастер спорта СССР международного класса по боксу, обладатель Золотой медали Кубка Европы им. Эмиля Гримо, чемпион Всемирного фестиваля молодёжи и студентов в Болгарии, четырёхкратный победитель первенства СССР по боксу. Судья Европейского боксёрского союза (European Boxing Union) по профессиональному боксу.

## Биография
Родился в 13 июля 1946 года, в Москве, в районе Соколиная гора. В 1958 году пришёл заниматься в боксёрскую секцию «Трудовые резервы» на Бауманской, где в своё время тренировались такие великие боксёры, как Степашкин Станислав Иванович и Григорьев Олег Георгиевич.
Два раза выигрывал первенство СССР по боксу среди юношей и два раза среди молодёжи:
- 1963 год — Первенство СССР среди юношей 1945-46 г. р. — Новороссийск, 63,5 кг.
- 1964 год — Первенство СССР среди юношей 1946-47 г. р. — Севастополь, 67 кг.
- 1965 год — Первенство СССР среди молодёжи 1945-46 г. р. — Каунас, 67 кг.
- 1966 год — Первенство СССР среди молодёжи 1946-47 г. р. — Алма — Ата, 67 кг.

Не обладая нокаутирующим ударом, побеждал, в основном, за счёт очень хорошей техники. В 1965 году был приглашён знаменитым тренером Виктором Ивановичем Огуренковым в сборную СССР по боксу. Тогда в команде собрался «золотой фонд» советского бокса: Агеев Виктор Петрович, Лагутин Борис Николаевич, Попенченко Валерий Владимирович, Киселёв, Никаноров, Степашкин Станислав Иванович, Соколов, Емельянов Вадим Михайлович, тренер нынешней сборной России Николай Хромов.
В составе команды «Трудовых резервов» завоевал в 1970 году Кубок СССР, на фестивале молодёжи и студентов в Болгарии в 1968 году взял золотую медаль.
За выигрыш кубка Европы среди молодёжных команд в 1965 году получил звание мастера спорта международного класса. В 1971 году в возрасте 25 лет ушёл из бокса.
Всего провел 220 боев, одержал 190 побед.
Работал в управлении образования, затем в Москомспорте, в 2002 году возглавил ГОУ ДОСН ДЮСШ «Косино».
В 1995 году начал судить профессиональные боксёрские поединки. Неоднократно судил бои за мировые и европейские титулы. Судья международной категории, судья Европейского боксёрского союза (EBU) по профессиональному боксу.
В 2011 году WBC (Всемирный боксёрский совет) вручил Калинкину памятную медаль «25 лет в боксе».
Снимался в фильме «Бой с тенью».
Женат, двое сыновей, четверо внуков. Увлекается футболом и коллекционированием боксёрских раритетов.